# Haboob

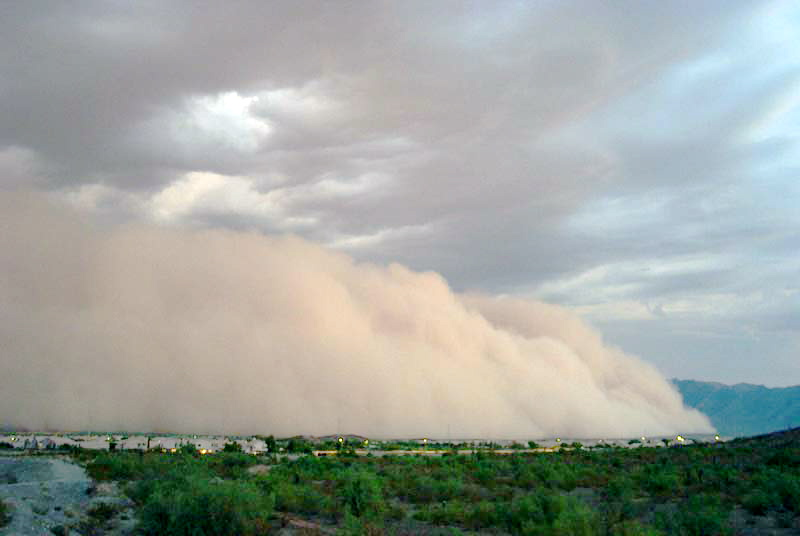
Een haboob

Een haboob (Arabisch: هبوب, "harde wind") is een sterke soort zandstorm. Haboobs worden regelmatig waargenomen in droge gebieden over de hele wereld, zoals de Sahara.
Haboobs ontstaan doordat tijdens een onweersbui sterke valwinden ontstaan. Wanneer deze windstroom de grond bereikt begint hij zich zijwaarts te bewegen waardoor hij zand en stof meeneemt. De stofwolk die hierbij ontstaat is schadelijk voor zowel mens, dier als plant.